# Agar
För andra betydelser, se Agar (olika betydelser).
Agar, agar-agar, är ett gelämne (E406) som utvinns ur vissa rödalger, som arterna Gelidium, Gracilaria, Eucheuma och Glocopeltis. Framställningen sker främst i Japan, Kina och Sri Lanka. Genom kokning i vatten i upp till 20 timmar extraheras det geléliknande ämnet som filtreras varvid lösningen stelnar vid avkylning.
Agar är utan lukt och smak. Vid uppvärmning i vatten till 90–100°C upplöses det till en färglös eller svagt gul, något oklar vätska, som efter avkylning stelnar vid 40°C.
Agar kan vara ett alternativ till gelatin för vegetarianer och används vid bakterieodling (på så kallade agarplattor). När man gjuter agarplattor använder man den renade kolhydraten agaros. Med agar får man samma konsistens som gelé till bland annat efterrätter och godis.

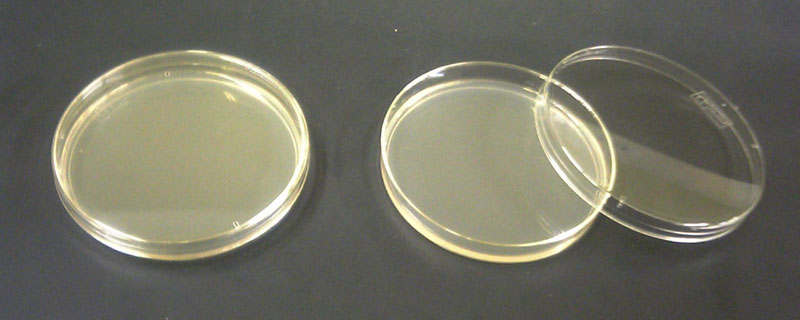
Petriskålar med agarplattor.